# Ghost in the Shell (film, 2017)
Pour les articles homonymes, voir Ghost in the Shell (homonymie).
Pour plus de détails, voir Fiche technique et Distribution.
Ghost in the Shell (chinois : 攻殼機動隊) ou Ghost in the Shell - Le film au Québec est un film de science-fiction américano-chinois réalisé par Rupert Sanders, sorti en 2017. Il s'agit d'une adaptation live du manga Ghost in the Shell de Masamune Shirow, publié en 1989.
Le film se déroule dans un avenir pas si lointain, où le major Mira Killian est unique en son genre. En effet, il y a un an, cette jeune femme a été sauvée d'un terrible accident en transférant son cerveau dans un corps synthétique aux capacités cybernétiques. À la suite de l'opération, elle a tout oublié de son passé. Elle a ensuite rejoint une unité d'élite antiterroriste, la section 9, pour lutter aux côtés de Batou contre les plus dangereux criminels. Lorsque sévit une menace d'un nouveau genre, capable de pirater et de contrôler les esprits, le Major s'avère être la seule à pouvoir la combattre. Alors qu'elle s'apprête à affronter ce nouvel ennemi, elle découvre qu'on lui a menti ; sa vie n'a pas été sauvée, mais on la lui a volé. Rien ne l'arrêtera pour découvrir son véritable passé, trouver les responsables et les empêcher de recommencer avec d'autres cobayes. Pour ce faire, l'individu qu'elle est chargée de neutraliser pourrait finalement lui être d'une aide précieuse.

## Synopsis
Dans un avenir proche, les humains bénéficieront d’améliorations cybernétiques telles que la vision, la force et l’intelligence. Le développeur d'augmentation Hanka Robotics établit un projet secret pour développer un corps artificiel, ou « coquille », capable d'intégrer un cerveau humain plutôt qu'une Intelligence Artificielle. Mira Killian, la seule survivante d'une attaque cyberterroriste qui a également tué ses parents, est choisie comme sujet de test après que son corps ait été endommagé de manière irréparable. Malgré les objections de son concepteur, le Dr Ouelet, le PDG de Hanka Robotics, Cutter, décide d'utiliser Killian comme agent antiterroriste.
Un an plus tard, Killian a atteint le grade de major dans la section 9 du bureau antiterroriste, travaillant aux côtés des agents Batou et Togusa sous la direction du chef Daisuke Aramaki. Killian, qui éprouve des hallucinations que Ouelet considère comme un gros problème, est troublée car elle ne se souvient pas clairement de son passé. L'équipe déjoue une attaque terroriste contre une conférence d'affaires Hanka, et Killian détruit une geisha robotique après que le robot ait tué un otage. Après avoir appris que la geisha a été piratée par une entité inconnue connue sous le nom de Kuze, Killian enfreint le protocole et « plonge » dans son IA pour trouver des réponses. L'entité tente un contre-piratage et Batou est obligé de la déconnecter. Ils retracent le hacker jusqu'à une discothèque yakuza, où ils sont attirés dans un piège. Une explosion détruit les yeux de Batou et endommage le corps de Killian. Cutter est furieux des actions de Killian et menace de fermer la section 9 à moins qu'Aramaki ne la maintienne en ligne.
Kuze retrouve le consultant Hanka de la section 9, le Dr Dahlin, et la tue. L'équipe relie son meurtre à la mort d'autres chercheurs principaux de l'entreprise et se rend compte que Ouelet est la prochaine cible. Kuze prend le contrôle de deux agents d'assainissement et les envoie tuer Ouelet. Désormais doté d'yeux cybernétiques, Batou en tue un tandis que Killian réparé soumet l'autre. Pendant qu'ils interrogent l'ouvrier, Kuze parle à travers lui avant de le contraindre à se suicider. Togusa retrace le piratage jusqu'à un endroit secret, où l'équipe découvre un grand nombre d'humains mentalement liés comme un réseau de signaux de fortune. Killian est capturé et Kuze se révèle comme un sujet de test Hanka raté du même projet qui a créé Killian, où il l'exhorte à remettre en question ses propres souvenirs et à arrêter de prendre ses médicaments car cela aide en fait à bloquer ses souvenirs. Kuze la libère alors et s'échappe.
Killian confronte Ouelet, qui admet que 98 sujets de test sont morts avant Killian et que ses souvenirs sont implantés. Cutter a décidé que Killian était un handicap et ordonne à Ouelet de la tuer après son retour à Hanka Robotics. Au lieu de cela, Ouelet donne une adresse à Killian et l'aide à s'échapper. Cutter tue Ouelet, mais blâme Killian, disant qu'elle est devenue voyou. Il informe Aramaki et l'équipe que Killian doit être licenciée. Killian suit l'adresse d'un appartement occupé par une mère veuve, qui révèle que sa fille Motoko Kusanagi s'est enfuie de chez elle il y a un an et a été arrêtée ; en détention, Motoko s'est suicidée. Killian part et contacte Aramaki, qui permet à Cutter d'écouter à distance leur conversation.
Batou, Togusa et Aramaki éliminent les hommes de Cutter qui tentent de leur tendre une embuscade, tandis que Killian suit ses souvenirs jusqu'au refuge où Motoko a été vue pour la dernière fois. Elle et Kuze se rencontrent et se souviennent de leurs vies passées en tant que radicaux anti-augmentation qui ont été enlevés par Hanka comme sujets de test. Cutter déploie un « tank-araignée » pour les tuer. Kuze meurt presque avant que Killian ne soit capable de détruire le centre de contrôle moteur du char, perdant ainsi un bras. Mortellement blessé, Kuze demande à Killian de le rejoindre pour quitter ce monde, mais Killian refuse et dit à Kuze qu'il sera toujours avec elle dans son fantôme puis disparaît. Un tireur d'élite Hanka le tue. Batou et l'équipe sauvent Killian, tandis qu'Aramaki exécute Cutter avec le consentement de Killian. Le lendemain, désormais réparée et embrassant sa véritable identité de Motoko japonaise, Killian renoue avec sa mère et retourne travailler avec la Section 9.

## Fiche technique
Sauf indication contraire, les informations mentionnées dans cette section peuvent être confirmées par les bases de données cinématographiques IMDb et Allociné,  présentes dans la section « Liens externes ».
- Titre original et français : Ghost in the Shell
- Titre chinois : 攻殼機動隊
- Titre québécois : Ghost in the Shell - Le film[1]
- Réalisation : Rupert Sanders
- Scénario : Ehren Kruger, Jamie Moss et William Wheeler, d'après le manga Ghost in the Shell de Masamune Shirow
- Musique : Lorne Balfe et Clint Mansell
- Direction artistique : Matt Austin, Simon Bright, Leri Greer, Miro Harre, Ben Hawker, Richard L. Johnson, Agata Maliauka, Andy McLaren, Erik Polczwartek, Brad Ricker, Philip Thomas, Ken Turner et Fay Viola
- Décors : Jan Roelfs
- Costumes : Kurt and Bart
- Maquillage : Deborah La Mia Denaver et Jane O'Kane
- Photographie : Jess Hall
- Son : Brian Bair, Karen Baker Landers, Beau Borders, Per Hallberg, Chris Hiles, Tony Johnson, Tom Lalley, Andy Nelson, Mark Paterson
- Montage : Billy Rich et Neil Smith
- Animation : Julia Reck, Balaji Reddy et Ryan Ruiz
  - Supervision de l'animation : Kyle Dunlevy et Kenn McDonald
- Storyboard : Rob Ballantyne, Richard Bennett, Robert Consing, Daniel James Cox, James Doh, Warren Mahy, Rob McCallum et David J. Negron Jr.
- Effets visuels : Asregadoo Arundi, Axel Bonami, Ruslan Borysov, Pier Lefebvre et Guillaume Rocheron
- Production : Ari Arad, Avi Arad, Michael Costigan et Steven Paul
  - Production exécutive : Ray Angelic (Los Angeles
  - Production déléguée : Tetsu Fujimura, Mitsuhisa Ishikawa, Yoshinobu Noma et Jeffrey Silver
  - Coproduction : Holly Bario, Jane Nerlinger Evans et Maki Terashima-Furuta
- Sociétés de production :
  - États-Unis : Amblin Partners, Arad Productions, Steven Paul Production et Seaside Entertainment, présenté par DreamWorks Pictures et Paramount Pictures
  - Chine : en association avec Huahua Media et Shanghai Film Group
  - Hong Kong : en association avec Weying Galaxy Entertainment
  - Inde : présenté par Reliance Entertainment
- Sociétés de distribution : Paramount Pictures (États-Unis, Canada) ; China Film Group Corporation (Chine) ; Intercontinental Film Distributors (Hong Kong) ; Reliance Distribution (Inde) ; Paramount Pictures France (France) ; Paramount/Sony (Belgique)[2] ; Universal (Suisse romande)[2]
- Budget : 110 millions USD[3],[4]
- Pays de production :  États-Unis,  Chine[5],[N 1]
- Langues originales : anglais, japonais
- Format : couleur (Technicolor) — Codex Digital (en) — 1,85:1 — son Dolby Atmos / DTS (DTS: X) / Dolby Digital / 12-Track Digital Sound / IMAX 6-Track / Sonics-DDP / Auro 11.1
- Genre : science-fiction, action, drame, thriller, policier
- Durée : 107 minutes
- Dates de sortie[6] :
  - France, Belgique, Suisse romande : 29 mars 2017[7],[8],[9]
  - Hong Kong : 30 mars 2017
  - États-Unis, Québec : 31 mars 2017[1]
  - Chine, Inde : 7 avril 2017

## Distribution

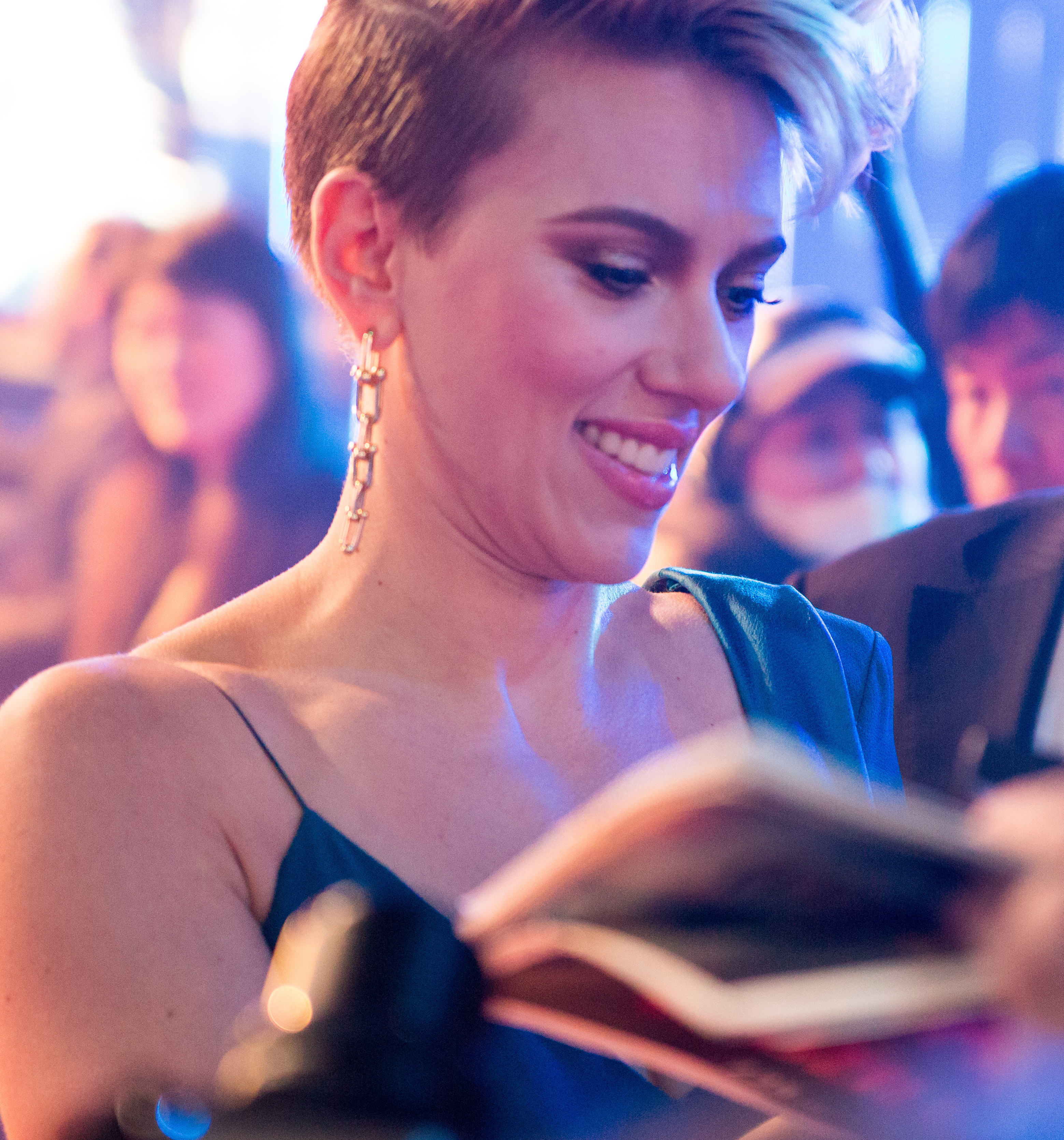
Scarlett Johansson à la première mondiale du film au Japon, en mars 2017.

- Scarlett Johansson (VF : Julia Vaidis-Bogard ; VQ : Camille Cyr-Desmarais) : major Mira Killian / Motoko Kusanagi
- Takeshi Kitano : Daisuke Aramaki
- Michael Pitt (VF : Samuel Cahu ; VQ : Hugolin Chevrette) : Hideo Kuze
- Pilou Asbæk (VF : Jochen Haëgele ; VQ : Frédérik Zacharek) : Batou
- Chin Han (VF : Stéphane Fourreau) : Togusa
- Juliette Binoche (VF : elle-même ; VQ : Nathalie Coupal) : Dr Ouelet
- Peter Ferdinando (VF : Jérôme Keen ; VQ : Louis-Philippe Dandenault) : Cutter
- Lasarus Ratuere (VF : Diouc Koma) : Ishikawa
- Yutaka Izumihara : Saito
- Tawanda Manyimo : Borma
- Adwoa Aboah (VF : Elsa Davoine) : Lia
- Anamaria Marinca (VF : Juliette Poissonnier) : Dr Dahlin
- Rila Fukushima : Red Robed Geisha
- Danusia Samal : Ladriya
- Michael Wincott (VF : Michel Vigné) : Dr Osmond (non crédité)
- Tricky (coupé au montage ; visible dans la bande annonce)

 Source et légende : version québécoise (VQ) sur Doublage.qc.ca
Note : Jusqu'à preuve du contraire, les répliques de Takeshi Kitano sont en japonais sous-titrées pour toutes les versions.

## Production

### Genèse et développement
En 2008, DreamWorks SKG distribue dans les salles nord-américaines, via sa filiale Go Fish Pictures (en), le film d'animation Ghost in the Shell 2: Innocence. Steven Spielberg acquiert les droits du manga d'origine pour faire une adaptation en prise de vue réelle. Avi Arad et Steven Paul sont ensuite annoncés à la production, alors que Jamie Moss est le scénariste du projet. En janvier 2014, il est révélé que Rupert Sanders dirigera le film, sur un scénario de William Wheeler.
Le 25 janvier 2016, Disney/ABC Home Entertainment abandonne les droits de distribution de Ghost in the Shell à Paramount et confirme une sortie pour le 31 mars 2017,.

### Attribution des rôles
- En septembre 2014, Margot Robbie était en pourparler pour tenir le rôle principal[15],[16] mais elle préfèra s'investir dans Suicide Squad[17]. Finalement, le rôle revint à Scarlett Johansson.
- En novembre 2015, Pilou Asbæk obtint le rôle de Batou[18] ; dans la foulée, Sam Riley était approché pour incarner le rieur[19]. C'est finalement Michael Pitt qui l'obtient[20]. En mars 2016, l'acteur japonais Takeshi Kitano fut engagé pour jouer Daisuke Aramaki[21].

### Tournage
Le tournage débute le 1er février 2016 à Wellington en Nouvelle-Zélande,.

## Accueil

### Box-office
| Pays ou région | Box-office        | Date d'arrêt du box-office | Nombre de semaines |
| -------------- | ----------------- | -------------------------- | ------------------ |
| États-Unis     | 40 563 557 USD    | 25 mai 2017                | 8                  |
| France         | 1 021 231 entrées | 30 mai 2017                | 9                  |
| Monde          | 169 846 945 USD   | 30 mai 2017                | 9                  |

### Box-office Mondial et titre de films
| Pays             | Titre                                       | Box-office |
| ---------------- | ------------------------------------------- | ---------- |
| Corée du Sud     | Ghost in the Shell                          | 3 091 490  |
| Italie           | Ghost in the Shell                          | 998 007    |
| Turquie          | Ghost in the Shell                          | 448 664    |
| Pays-Bas         | Ghost in the Shell                          | 441 560    |
| Nouvelle-Zélande | Ghost in the Shell                          | 268 827    |
| Portugal         | Ghost in the Shell - Agente do Futuro       | 212 130    |
| Roumanie         |                                             | 182 574    |
| Finlande         |                                             | 131 759    |
| Bulgarie         | Дух в броня                                 |            |
| Brésil           | A Vigilante do Amanhã: Ghost in the Shell   |            |
| Chili            | Ghost in the Shell: Vigilante del futuro    |            |
| Estonie          | Hing anumas                                 |            |
| Espagne          | Ghost in the Shell: El alma de la máquina   |            |
| Géorgie          | Mochveneba Abjarshi                         |            |
| Grèce            | Το φάντασμα στο κέλυφος                     |            |
| Croatie          | Duh u oklopu                                |            |
| Hongrie          | Páncélba zárt szellem                       |            |
| Japon            | Gôsuto in za sheru                          |            |
| Lituanie         | Dvasia sarvuose                             |            |
| Mexique          | La vigilante del futuro, Ghost in the Shell |            |
| Pérou            | Ghost in the Shell: Vigilante del futuro    |            |
| Serbie           | Duh u oklopu                                |            |
| Russie           | Призрак в доспехах                          |            |
| Slovénie         | Duh v skoljki                               |            |
| Ukraine          | Привид у бронi                              |            |

## Distinctions

### Récompenses

#### 2017
- Hollywood Professional Association Awards : meilleur étalonnage des couleurs dans un long métrage pour Michael Hatzer

#### 2018
- ASCAP Film and Television Music Awards : Meilleure musique de film
- Yoga Awards : pire actrice étrangère pour Juliette Binoche

### Nominations

#### 2017
- Golden Trailer Awards : publicité la plus innovante pour un long métrage
- Hollywood Professional Association Awards : meilleurs effets visuels dans un long métrage pour Asregadoo Arundi, Axel Bonami, Ruslan Borysov, Pier Lefebvre et Guillaume Rocheron
- International Online Cinema Awards (INOCA) : meilleurs effets visuels

#### 2018
- Empire Awards :
  - Meilleurs effets visuels pour
  - Meilleur maquillage et coiffure
- Hollywood Makeup Artist and Hair Stylist Guild Awards : meilleurs maquillages contemporains dans un long métrage pour Deborah La Mia Denaver et Jane O'Kane

## Éditions en vidéo
- En France, le film Ghost in the Shell est sorti en VOD le 29 juillet 2017[7], puis en DVD[26], Blu-ray[27], ainsi que dans une version Blu-ray 3D + Blu-ray 2D[28] et dans une version 4K Ultra HD + Blu-ray[29] le 31 juillet 2017.
- Au Québec, le film est sorti en DVD / Blu-ray le 25 juillet 2017[30].

## Autour du film
C'est le premier film de la prolifique franchise japonaise cyberpunk Ghost in the Shell à être produit par des Américains, principalement DreamWorks (Shrek, Gladiator, etc.) et aussi le premier à ne pas être un film d’animation même si une grande partie des décors et de nombreuses séquences sont réalisés en animation 3D.
La qualité technique et esthétique de celles-ci a été saluée par la plupart des critiques, mais beaucoup de ces derniers ont regretté la faiblesse du scénario et conséquemment du traitement de la thématique du film, les rapports humains/technologie.
Le public lui non plus n'a pas été complètement conquis par le fait que l'actrice principale, Scarlett Johansson, joue une femme qui dans l’œuvre originale était japonaise : la coûteuse superproduction hollywoodienne n’est arrivée qu’à la 50e place au box-office en France en 2017.